# Liss-Dammsjön
Liss-Dammsjön är en sjö i Ockelbo kommun i Gästrikland och ingår i Hamrångeåns huvudavrinningsområde. Sjön har en area på 0,554 kvadratkilometer och ligger 62,3 meter över havet. Sjön avvattnas av vattendraget Hamrångeån.

## Delavrinningsområde
Liss-Dammsjön ingår i det delavrinningsområde (676253-155677) som SMHI kallar för Utloppet av Liss-Dammsjön. Medelhöjden är 66 meter över havet och ytan är 1,44 kvadratkilometer. Räknas de 40 avrinningsområdena uppströms in blir den ackumulerade arean 207,95 kvadratkilometer. Avrinningsområdets utflöde Hamrångeån mynnar i havet. Avrinningsområdet består mestadels av skog (61 procent). Avrinningsområdet har 0,56 kvadratkilometer vattenytor vilket ger det en sjöprocent på 38,8 procent.